# STS-123
STS-123 byla montážní mise amerického raketoplánu Endeavour k Mezinárodní vesmírné stanici. Cílem letu bylo připojení první části japonské laboratoře Kibó - experimentálního logistického modulu (Experiment Logistics Module - ELM) a kanadského manipulátoru SPDM (Canadian Special Purpose Dexterous Manipulator). Novým členem dlouhodobé posádky Expedice 16 se místo vracejícího se Léopolda Eyhartse stal Garrett Reisman. Uskutečnilo se pět výstupů do otevřeného vesmíru (EVA).

## Posádka
- Dominic L. Pudwill Gorie (4), velitel
- Gregory H. Johnson (1), pilot
- Robert Louis Behnken (1), letový specialista 1
- Michael James Foreman (1), letový specialista 2
- Richard M. Linnehan (4), letový specialista 3
- Takao Doi (2), letový specialista 4 – JAXA

V závorkách je uvedený dosavadní počet letů do vesmíru včetně této mise.

### Nový člen posádky ISS (expedice 16)
- Garrett E. Reisman (1), letový inženýr ISS

### Vracející se člen posádky ISS (expedice 16)
- Léopold Eyharts (2), letový inženýr ISS – ESA

## Přípravy na start
11. února 2008 se orbiter Endeavour přemístil z hangáru OPF (Orbiter Processing Facility), kde probíhaly kontroly a přípravy na let, do haly VAB (Vehicle Assembly Building). Zde byl připojen ke komplexu skládajícího se z nádrže ET (Space Shuttle External Tank) a dvojice motorů na tuhé palivo SRB (Space Shuttle Solid Rocket Booster). 18. února se raketoplán na mobilní plošině MLP (Mobile Launch Platform) přesunul na startovací rampu 39-A. 8. března se začalo odpočítávání ve stavu T-43 hodin. V tento den přiletěla na kosmodrom posádka. Start raketoplánu Endeavour se uskutečnil 11. března 2008 v 8:28:14 SELČ.

## Průběh letu

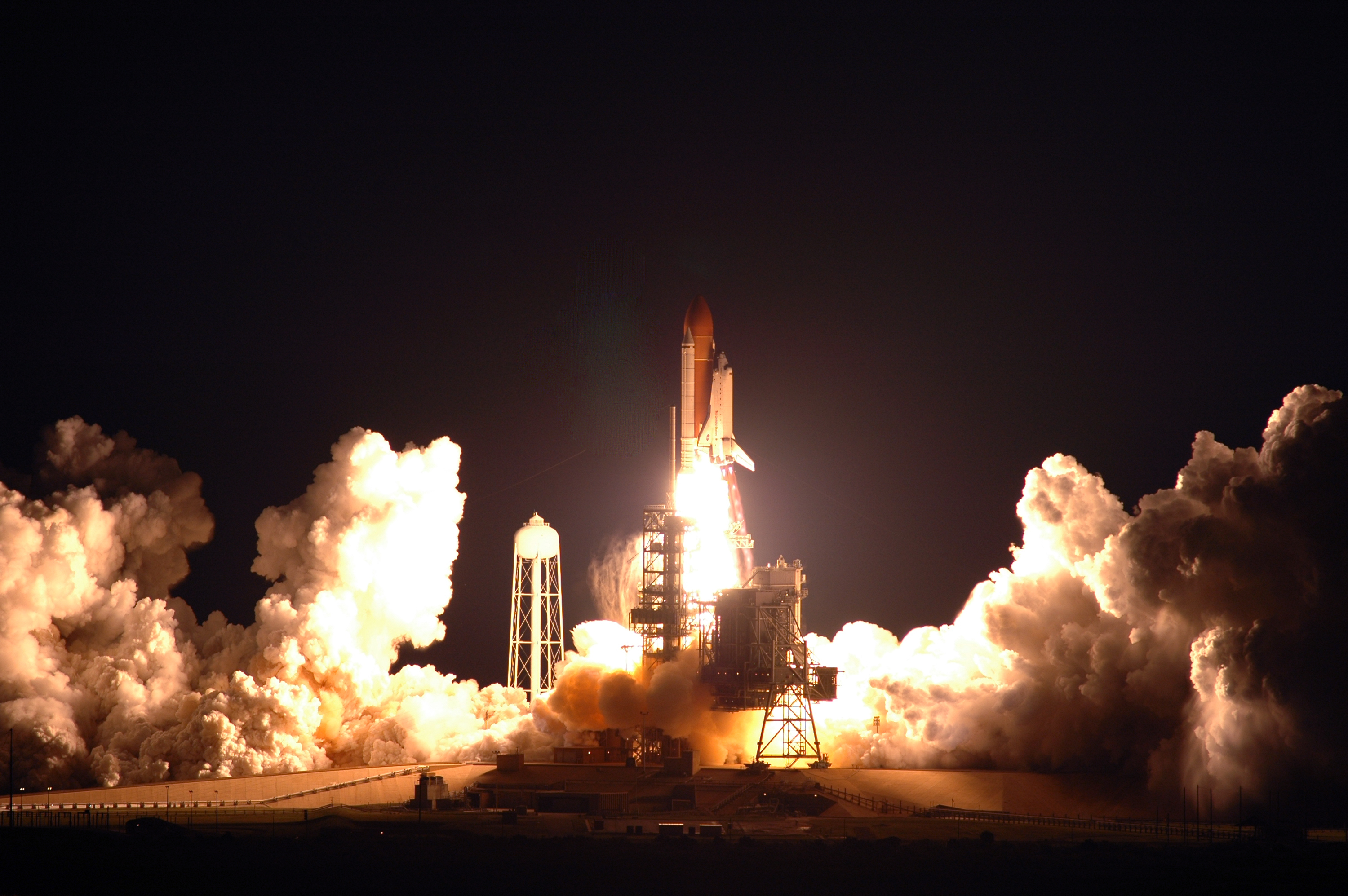
Noční start raketoplánu Endeavour STS-123

### Start
Raketoplán Endeavour úspěšně odstartoval 11. března 2008 v 8:28:14 SELČ hned na první pokus. Dvě minuty po startu byly podle plánu odhozeny motory SRB. Ve výšce nad 100 km se raketoplán otočil nádrží ET dolů. Tento manévr slouží k lepší komunikaci prostřednictvím družice TDRS a nemůže být vykonán dříve, protože nádrž ET je v prvních fázích vzletu příliš těžká a její spoje s orbitrem by to nemusely vydržet. V čase 8:34 raketoplán vypnul motory SSME - tento manévr se nazývá MECO. Vzápětí došlo k odhození nádrže ET. Endeavour se pohyboval po suborbitální dráze až do času 9:05 SELČ, kdy manévrem motorů OMS (Orbital Maneuvering System) změnil tuto dráhu na orbitální.
Při vzletu selhala elektronika, přenášející telemetrii z několika motorků RCS (Reactive Control System) na levoboku. Krátkodobý chladicí systém (používaný při startu a přistání) přešel na záložní okruh. Šlo však jen o malé závady, které neohrozily další průběh mise.
Endeavour zahájil stíhání ISS, při kterém proběhla kontrola tepelného štítu stroje senzory umístěnými na prodlužovací tyči OBSS na konci manipulačního ramene RMS (Remote Manipulator System).

### Spojení s ISS
Spojení raketoplánu s Mezinárodní vesmírnou stanicí ISS bylo naplánováno na 13. března v 5:25 SELČ. Uskutečnilo se však opožděně proti plánu, v čase 5:49 SELČ. Po uložení nástavce OBSS zpět do nákladového prostoru byl aktivován spojovací uzel raketoplánu ODS. Ve vzdálenosti přibližně 180 metrů od stanice v čase 4:26 byl zahájen manévr RPM (Rendevouz/Rotation Pitch Maneuver) nazývaný v angličtině též back flip. Při tomto manévru se Endeavour postupně otočil o 360° okolo kratší vodorovné osy a posádka ISS snímala kamerami jeho povrch, aby se odhalilo případné poškození tepelného štítu. Po ukončení tohoto manévru ve zhruba 4:34 se raketoplán začal ke stanici opět přibližovat. Řídící středisko vydalo souhlas se spojením a v čase 5:49 se raketoplán Endeavour svým aktivním spojovacím uzlem připojil k uzlu PMA-2 (Pressurized Mating Adapter) Mezinárodní vesmírné stanice.
Po kontrole hermetičnosti spoje se v čase 7:37 SELČ otevřel průlez mezi oběma tělesy a posádky se setkaly. Po výměně individuální výplně křesla v návratové lodi Sojuz pro Léopolda Eyhartse za novou výplň pro Garretta Reismana se oficiálně Eyharts stal členem posádky raketoplánu a Reisman členem posádky Expedice 16 ISS. Potom byla paleta SLP s rozloženým kanadským manipulátorem SPDM Dextre přenesena z nákladového prostoru raketoplánu na mobilní základnu MBS na hlavním nosníku stanice ISS.

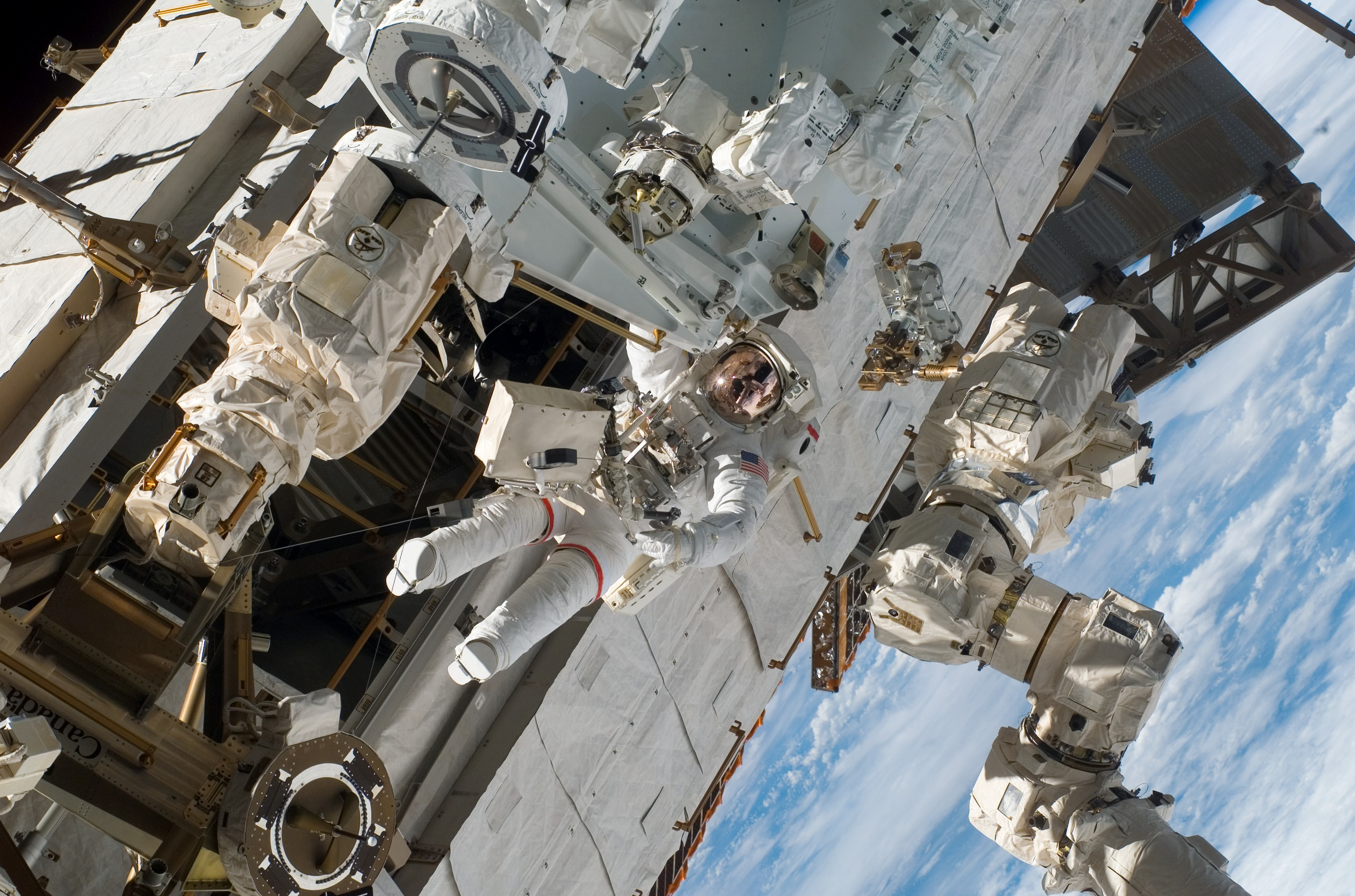
Astronaut Rick Linnehan při prvním výstupu do kosmu

### EVA-1
První výstup do otevřeného prostoru provedli astronauti Linnehan a Reisman. Výstup se začal přepojením skafandrů astronautů na vlastní baterie v čase 3:23 SELČ, o 5 minut později oproti plánu. Linnehan a Reisman nejdříve připravili japonský logistický modul ELM-PS k přenesení na horní port modulu Harmony. Potom se astronauti věnovali montáži kanadského manipulátoru Dextre. Odpojili několik krytů a zámků použitých při startu a nainstalovali na konce obou mechanických paží Dextre zařízení OTCM (Orbital Replacement Unit / Tool Changeout Mechanism) umožňující výměnu pracovních nástrojů na manipulátoru. Modul Kibō ELM (Experiment Logistics Module) byl vyzdvihnut z nákladového prostoru raketoplánu. a v čase 6:06 SELČ byl připojen k hornímu spojovacímu uzlu modulu Harmony.

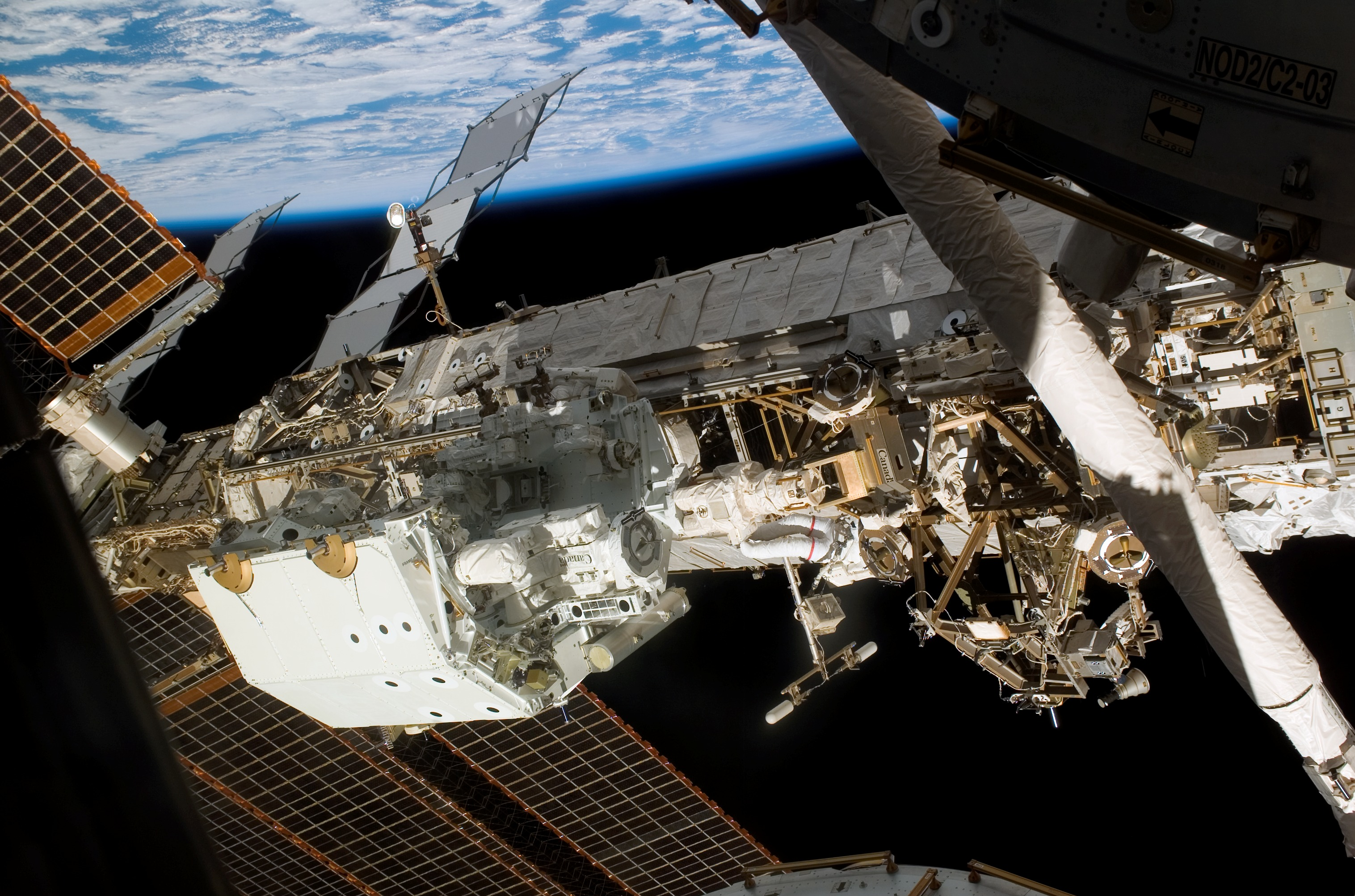
Instalace manipulátoru Dextre (EVA-1)

Všechny plánované úkoly tohoto výstupu byly úspěšně dokončeny. Výstup ukončili astronauti v 10:19 SELČ opětovným napuštěním vzduchu do přechodové komory Quest. Doba výstupu byla 7 hodin a 1 minuta (plán 6 hodin 30 minut).
Manipulátor Dextre měl problémy s napájením a ovládáním z palety SLP. Pravděpodobnou příčinou bylo nedokonalé zakončení komunikační sběrnice. To však neohrozilo montáž a aktivaci Dextre při dalších výstupech do kosmu.
15. března byl otevřen průlez do ELM-PS a posádka poprvé vstoupila do japonského modulu. Mohly se zahájit práce s oživováním modulu a jeho aktivací.

### EVA-2
Druhý výstup do kosmu, EVA-2, byl zahájen 16. března v čase 01:49 SELČ. Absolvovala ho dvojice Linnehan a Foreman a při výstupu úspěšně namontovali dvě mechanické paže na tělo SPDM Dextre. Dalším úkolem bylo odstranění krytů z kloubů na Dextre, ale to už pro nedostatek času nestihli realizovat a tak to bylo odloženo na EVA-3. Výstup se skončil v čase 8:57 SELČ, trval 7 hodin a 8 minut.

### EVA-3
Třetí výstup do vesmíru EVA-3 absolvovali Linnehan a Behnken. Výstup začal 18. března v 00:51 SELČ a trval 6 hodin 53 minut. V průběhu výstupu astronauti nejprve dokončili montáž a oživení manipulátoru Dextre, potom sňali několik tepelných krytů z kloubů Dextre, tedy operace, které se nepodařily při druhém výstupu. Kromě toho také přenesli několik náhradních dílů na externí plošinu ESP-2 (External Stowage Platform 2) v blízkosti modulu Quest - náhradní kloub pro manipulátor SSRMS a dva bloky DCSU (Direct Current Switching Unit). Kvůli problému s upevňovacími šrouby se jim nepodařilo nainstalovat dva experimenty MISSE na povrch modulu Columbus, proto museli vrátit MISSE do nákladového prostoru raketoplánu. Následující den řídící středisko rozhodlo, že pokus o instalaci experimentů MISSE bude zopakován při pátém výstupu do kosmu. Výstup se skončil v čase 07:44 SELČ.
19. března byl manipulátor Dextre plně aktivován, otestován a přesunut na své trvalé stanoviště a paleta SLP byla přemístěna do nákladového prostoru raketoplánu. Po dokončení prací s manipulátorem měla posádka na ISS dvě hodiny osobního volna.

### EVA-4
Další výstup by zahájen 21. března v 00:04 SELČ. Absolvovali jej Behnken a Foreman. Astronauti vyměnili jeden vadný spínač RPCM (Remote Power Control Module) na centrálním nosníku S0. Pak otestovali aplikační pistoli T-RAD s dvousložkovým ablativním materiálem STA-54 pro možnost opravy dlaždic tepelné ochrany raketoplánu ve vesmíru. Tento test byl důležitý především pro budoucí misi STS-125 k Hubbleovu vesmírnému dalekohledu, při které se raketoplán nebude moci spojit s ISS a v případě poškození bude posádka nucena opravit tepelný štít bez cizí pomoci. V nadplánu ještě Behnken a Foreman sundali poslední tepelné kryty z kloubů manipulátoru Dextre a připravili levoboční CBM port Harmony na budoucí připojení hlavního hermetizovaného modulu laboratoře Kibo. Výstup byl ukončen v 6:28 SELČ po 6 hodinách 24 minutách.
V průběhu dne po ukončení odpočinku posádky probíhalo přenášení nákladu z raketoplánu na stanici. Večer byla zahájena opětovná kontrola tepelného štítu raketoplánu přístroji OBSS. Tato kontrola se obvykle provádí až po odpojení raketoplánu od ISS, ale nyní proběhla dříve, protože nástavec OBSS měl být při posledním, pátém výstupu do kosmu odpojen od raketoplánu a uskladněn na ISS.

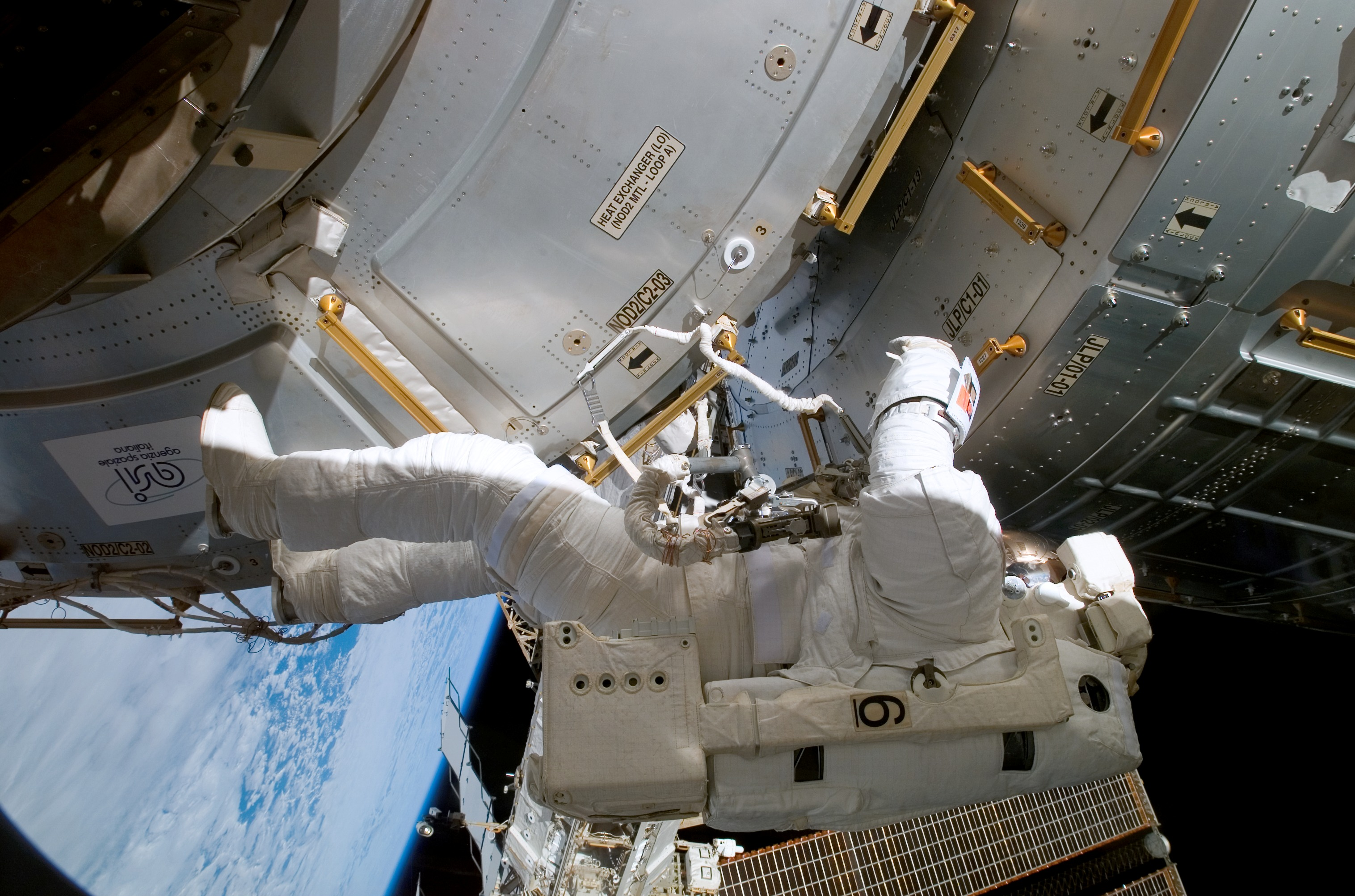
Robert L. Behnken při pátém výstupu do kosmu

### EVA-5
Poslední, pátý výstup do otevřeného prostoru začal 22. března ve 22:34 SELČ. Absolvovala ho znovu dvojice Behnken a Foreman. Nejprve přemístili prodlužovací tyč s nástavcem OBSS z nákladového prostoru raketoplánu na příhradovou konstrukci ITS-S1. Potom nainstalovali soubor vzorků MISSE-6 na povrch modulu Columbus. Následovala kontrola poškozeného otočného spoje SARJ (Solar Alpha Rotary Joint) mezi moduly ITS-S3 a ITS-S4. Spoj se nedokáže otáčet a rozhodnutí o řešení tohoto problému se očekávalo koncem března 2008. Nakonec astronauti nainstalovali izolační kryty na transportní kýlový trn modulu Kibo ELM. Výstup se skončil v 04:36 SELČ zahájením napouštění vzduchu do přechodové komory Quest a trval 6 hodin a 2 minuty (plán 6 hodin 30 minut).

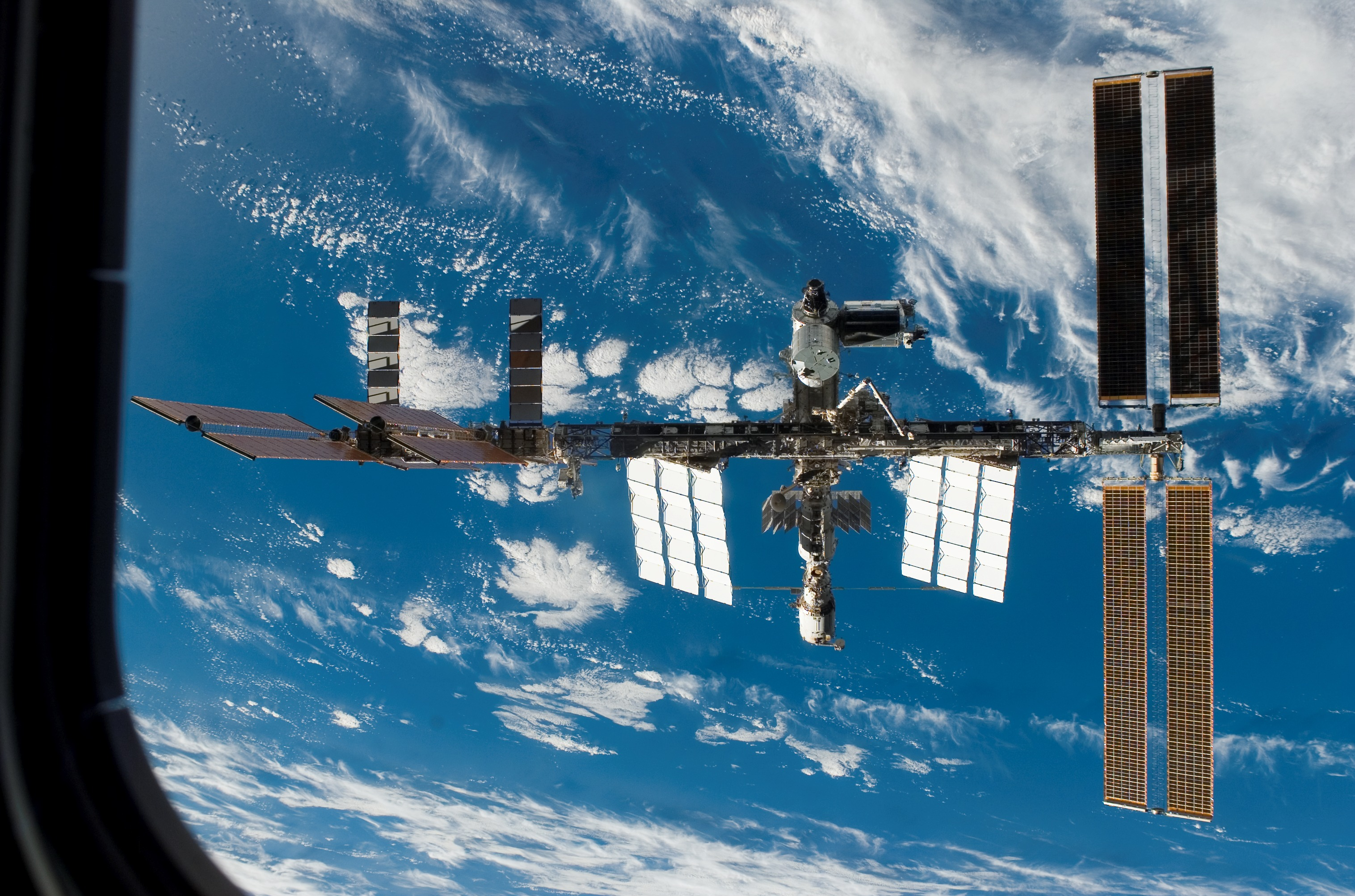
ISS vyfotografovaná při obletu stanice raketoplánem 25. března

### Průběh letu po odpojení od ISS
Odpojení raketoplánu od Mezinárodní vesmírné stanice proběhlo 25. března v 02:25 SELČ s přibližně půlhodinovým zpožděním proti plánu. Po odpojení Endeavour zahájil tradiční oblet stanice ve vzdálenosti 120 m. Ve 3:35 SELČ proběhl první úhybný manévr. Následovalo uložení skafandrů a nářadí pro výstup do otevřeného prostoru a deaktivace RMS.
25. března probíhala kontrola systémů raketoplánu, úklid vnitřních prostor stroje a nácvik přistávacího manévru. Začátek brzdícího manévru pro přistání na Kennedyho vesmírném středisku na Floridě byl plánován na 26. března v čase 23:58:14 SELČ. Ve 21:31 SELČ byly uzavřeny dveře do nákladového prostoru. První pokus o přistání byl však odvolán kvůli oblačnosti.

### Přistání
Při druhém pokusu už řídící středisko přistání povolilo a tak v čase 01:33:14 proběhl přistávací manévr dvojicí motorů OMS. Brzdící manévr byl ukončen v čase 01:36:02 ve výšce 340 km. Endeavour byl otočen do polohy pro vstup do atmosféry, z bloku FRCS (Foward Reaction Control System, doslova přední reaktivní kontrolní systém) byly vypuštěny zbytky pohonných hmot, motory SSME se natočily do polohy pro vstup do atmosféry. Raketoplán vstoupil v čase 02:07 SELČ do atmosféry ve výšce 121,9 km rychlostí 7,59 km/s.
Na přistávací dráhu 15 Kennedyho vesmírného střediska Endeavour dosedl hlavním podvozkem v čase 02:39:08 SELČ (20:39:08 místního času).
Vzápětí dosedl na dráhu i přední podvozek a v čase 02:40:41 SELČ se raketoplán zastavil. S dobou trvání 15 dní 18 hodin 10 minut a 54 sekund to byla nejdelší mise raketoplánu k Mezinárodní vesmírné stanici.